# Inyoka swazicus
Inyoka swazicus — вид змій родини Lamprophiidae. Мешкає в Південній Африці. Це єдиний представник монотипового роду Inyoka.

## Поширення й екологія
Inyoka swazicus мешкають в Есватіні та на сході Південно-Африканської Республіки (від Лімпопо через Мпумалангу до Квазулу-Наталя). Вони живуть на луках та в саванах, де трапляються під камінням та в тріщинах серед скель. Зустрічаються на висоті від 1400 до 1900 м над рівнем моря. Ведуть нічний спосіб життя, живляться дрібними ящірками і птахами. Добре лазять по деревах. Відкладають яйця. У неволі живуть до 20 років.